# Moqrisset
Moqrisset (variante : Mokrisset ; en arabe : مقريسات) est une ville marocaine de la région de Tanger-Tétouan-Al Hoceïma, située dans le Rif occidental. Elle dépend de la province d'Ouezzane.

## Jumelages
- Molenbeek-Saint-Jean (Belgique) depuis 1981